# 中華ソビエト共和国の国旗
中華ソビエト共和国の国旗は、赤地に中華ソビエト共和国の国章を配置したものである。縦横比は18:25。

中華ソビエト共和国の国章は、地球の上に鎌と槌を描き、周りをコムギ、イネで囲い、上部には五芒星を配置する。その周囲の上部に国名の「中華蘇維埃共和國（中華ソビエト共和国）」、下部に標語の「全世界無產階級和被壓迫的民族聯合起來（万国の労働者・被抑圧民族団結せよ!）」を置くものである。「地球の上に鎌と槌」を描く点はソビエト連邦の国章に類似するが、地球がコムギだけでなく、イネの穂で囲まれている特徴がある。

## 軍旗
初期の紅軍の軍旗は、赤旗の中心に白い五芒星を置き、その中に鎌と槌を置き、左端に白い帯を配し、その中に「中國工農紅軍（中国工農紅軍）」と書くものであった。1934年1月の「国旗、国章及び軍旗に関する第二次全国ソビエト大会の決定」において、「軍旗は赤地で横5尺、縦3尺6寸で、中央に交差した鎌と槌を置き、旗竿側上部に黄色の五芒星を配置」したものとされた。

## 共産党革命根拠地の旗
中華ソビエト共和国が成立する以前の中国共産党革命根拠地では、中国共産党の党旗が使用されていた。

## ギャラリー

? 中華ソビエト共和国の軍旗
? ソビエト根拠地旗
?中国共産党党旗
? 中国工農紅軍の軍旗
? 瓊崖ソビエト根拠地旗